# Hellenen-Polka
Hellenen-Polka, op. 203, är en polka av Johann Strauss den yngre. Den framfördes första gången i januari eller februari 1858 i Palais Sina i Wien. 

## Historia
Omedelbart efter att 1858 års karneval hade avslutats stod det att läsa en artikel i Wiener Allgemeine Theaterzeitung den 17 februari:
"I flera tidningar har Strauss anklagats för att endast under korta stunder ha uppträtt som dirigent för sin orkester vid de så kallade 'allmänna balerna'. Om Strauss, liksom de övriga kapellmästarna, bara hade att dirigera en bal varje kväll skulle ett sådant uppträdande emot publiken förtjänat en strikt reprimand; men Strauss var tvungen att sätta samman fem till sex orkestrar nästan varje kväll och nästan dagligen var det en bal hos kejserliga familjen eller i högadliga kretsar. Om därför Strauss nyttjade pauserna mellan dessa baler till att fullfölja sina plikter gentemot publiken, och - även då för en kort stund - dirigerade orkestern, visar detta bara hur högt han håller publiken. Men på intet sätt är det ett tecken på missnöje."
Bland de många festligheter för "högadliga kretsar" som Strauss engagerades att dirigera dansmusik var en 'Grekisk bal' i Palais Sina. Residenset var hem för den grekiska ambassadören i Wien, Baron Georg Sina av Hodos och Kizdiá (1810-76), och för detta tillfälle komponerade Strauss lämpligt nog sin Hellenen-Polka (Hellas är grekernas namn på sitt land). Verket tillägnades baronessan Marie Sina, vars identitet förblir något av ett mysterium då ingen av damerna i familjen Sina bar detta namn. Den välbärgade baron Sina - vars familj inte härstammade från Grekland utan från den turkiska provinsen Bosnien och som bara var greker till religionen - var gift med Iphigenie (kallad Irma), född Ghika de San Salva. De fick fyra döttrar: Anastasia, Irene, Iphigenia och Helena. I avsaknad av en mer adekvat förklaring kan det antas att baronessan Iphigenie kallades för Marie.
Den grekiska balen torde ha ägt rum antingen under januari eller de första dagarna i februari 1858. I en programannons för en välgörenhetsbal som hölls den 8 februari nämndes Hellenen-Polka för första gången såsom en av "Strauss nya kompositioner". Först när polkan på nytt återkom i en annons för ytterligare en välgörenhetskonsert den 15 februari kan verket fastställas ha skrivits för den grekiska balen. Den korrekta stavningen och polkans historik undgick Wiens journalister tills noterna publicerades den 9 april 1858; framtill dess hade polkan benämnts som "Helenen-Polka". Detta misstag är förståeligt med tanke på baronens dotter Helena (Helene på tyska). Josef Strauss skulle senare tillägna Helena sin egen Helenen-Walzer (op. 197). 1862 gifte sig Helena med furst Gregor Ypsilanti, som efterträdde svärfadern som grekisk ambassadör i Wien. Hon avled 1893 efter att hennes make hade förskingrat den kolossala förmögenhet som hon ärvde.
Medan Hellenen-Polka sällan framförs numera kan en av dess melodier vara bekant då den dök upp i Oskar Stallas pastischoperett Die Tänzerin Fanny Elssler, baserad på musik av Johann Strauss den yngre.

## Om polkan
Speltiden är ca 2 minuter och 12 sekunder plus minus några sekunder beroende på dirigentens musikaliska tolkning.